# 音楽の広場
『音楽の広場』（おんがくのひろば）は、1976年4月10日から1984年3月23日までNHK総合テレビで放送されていた音楽番組である。

## 概要
ほぼ毎回オーケストラ（交響楽団）のメンバーが出演していた番組。レギュラー格は東京フィルハーモニー交響楽団。ほかにNHK交響楽団、東京交響楽団、東京シティ・フィルハーモニック管弦楽団、新交響楽団など、東京の他のオーケストラも出演。
指揮者に関しては、中期まで尾高忠明がレギュラー格であり、尾高が降板して以降は小林研一郎が指揮者を務めた時期もあった。朝比奈隆指揮の大阪フィルハーモニー交響楽団など地方に本拠を置く指揮者やオーケストラが出演したこともあった。
司会は、最初の1年間は黒柳徹子ほか様々な人物が1週交替で務めていたが、1977年5月14日放送分で黒柳と芥川也寸志が2人で司会を務めたのを皮切りに、次第にこの2人による司会体制へとシフトしていった。番組のオープニングでは、黒柳と芥川によるピアノの連弾が行われていた。芥川は番組開始当初から指揮者を務めることも多かった。

## 放送時間
いずれも日本標準時。
- 土曜 22:30 - 23:10 （1976年4月10日 - 1978年4月1日）
- 土曜 21:10 - 21:44 （1978年4月8日 - 1981年3月28日） - 移動とともに放送枠が6分縮小。
- 金曜 19:30 - 19:59 （1981年4月10日 - 1983年3月18日） - さらに5分縮小。
- 金曜 19:30 - 19:58 （1983年4月15日 - 1984年3月23日） - さらに1分縮小。

## 出演者

### 司会
- 三国一朗（1976年度の「ふたりのコンサート」放送時に主に司会を担当。1977年4月1日放送分が最終出演）
- 黒柳徹子（1976年度は「おしゃべりコンサート」放送時に司会を担当。1977年4月8日放送分より正式なレギュラー司会として放送終了まで出演）
- イーデス・ハンソン（1976年度の初期（同年7月17日放送分が最終出演）に「ふたりのコンサート」「おしゃべりコンサート」以外の企画を放送する際に司会を担当）
- 芥川也寸志（1977年4月8日放送にて指揮・演奏兼任の形で黒柳と初めてコンビで司会を担当。同5月14日放送分より正式なレギュラー司会として放送終了まで出演）
- このほか、1976年度は水の江瀧子、服部克久、湯川れい子らが単発扱いで司会（または解説役・ゲストへのインタビュアー役）を担当。

### 指揮者
- 尾高忠明
- 小林研一郎
- 朝比奈隆